# ハッテラス岬
ハッテラス岬（ハッテラスみさき、英語：Cape Hatteras）はアメリカ合衆国ノースカロライナ州の一番東端で、大西洋に突き出るように細長く連なった砂州状の島のひとつ、「ハッテラス島」の東側にある。

## 地理
ここは大西洋上の高級リゾート地である英領バミューダ諸島に米国本土から最も近い場所にあたる。
およそ144kmに渡って鎖状に連なる島々はアウターバンクスと呼ばれ、大陸側のパムリコ湾と大西洋の大海原を隔てており、この付近一帯は1937年8月より国立公園局が管理するハッテラス岬国立海浜公園に指定されている。
ハッテラス岬の沖合い海域は北からの寒流ラブラドル海流と南からの暖流フロリダ海流が出会うところで濃霧が発生しやすく嵐も多い。ここは昔より航海の難所とされており、難破する船が絶えないことから「大西洋の墓場」と呼ばれてきた。排水量50トンを超える船に限定しても、1866年から1945年の80年間でおよそ230隻がアウターバンクスの沖で難破した。

## 観光

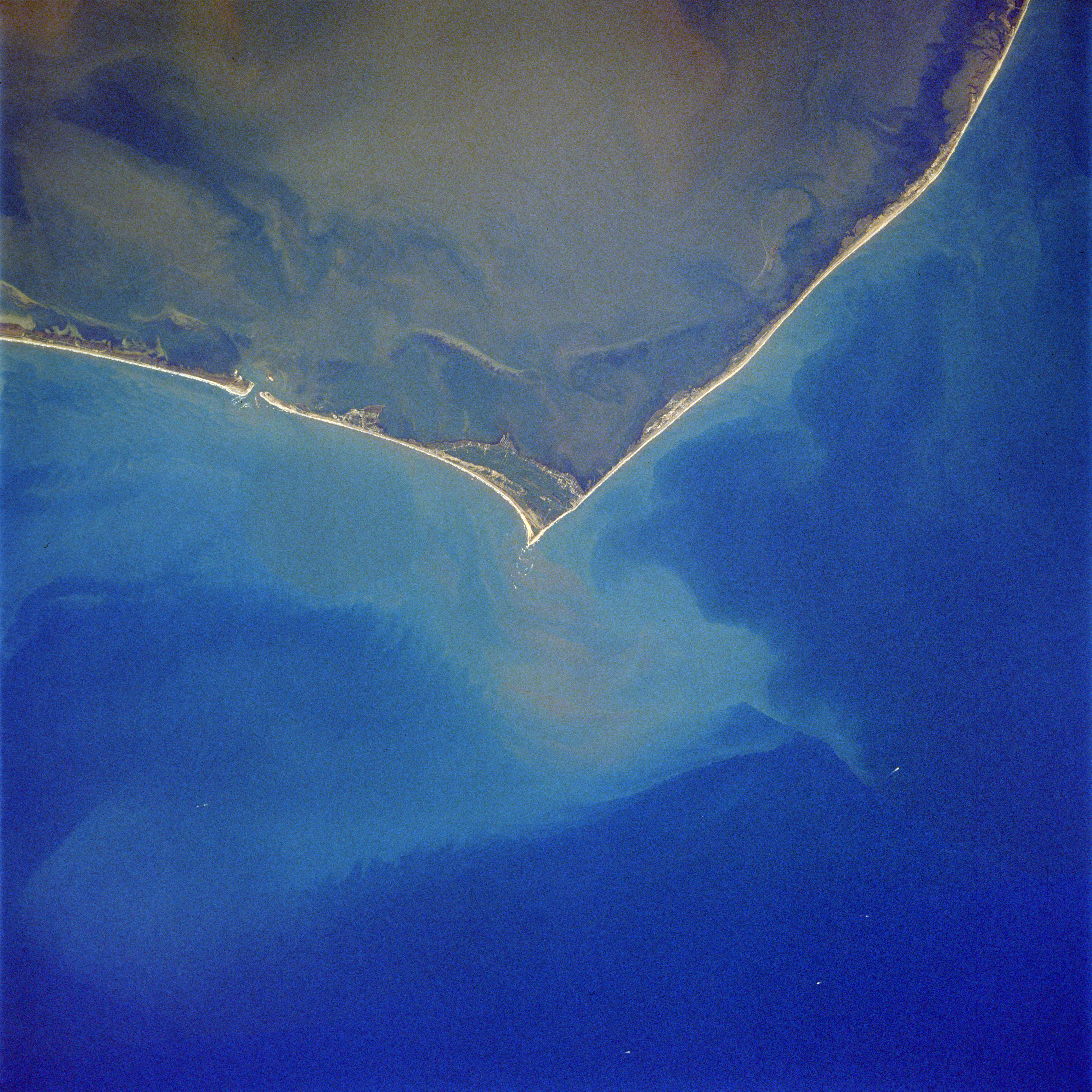
ハッテラス岬(1989年)

全米で最も高いとされる塔高63mのハッテラス岬灯台（1802年完成）が同地にあったが、灯台建設当時よりも海岸線が後退し、将来の水没が懸念されたため、1999年7月にハッテラス島の内陸へ880mほど移設され現在に至る。灯台に隣接して海洋博物館（Museum of the Sea）がある。
2002年、ノースカロライナ歴史博物館の分館として、ハッテラス島の南西地区に海の歴史と難破船をテーマとする「大西洋の墓場」博物館がオープンした。1942年にここで沈没したドイツの潜水艦Uボートからの回収品なども展示されている。
そのほかレクリエーション施設やキャンプ場があり、宿泊施設もある。アウターバンクスの東側（大西洋側）は白い砂浜で、海水浴、釣り、サーフィン、スキューバ・ダイビング、ハング・グライダー、セーリングなどが楽しめる。
ライト兄弟が初飛行を繰り返したキティーホークおよびキル・デヴィル・ヒルズにも近い。

## 世界初の遭難信号SOS
1901年、アメリカ国立気象局にいた無線研究家レジナルド・フェッセンデンがハッテラス島のバックストン（Buxton）と、そこから北へ80km離れたロアノーク島に無線実験局を建設し、1902年夏まで通信試験を行っていた。
また無線研究家リー・ド・フォレストが1902年に米国ド・フォレスト無線会社（American De Forest Wireless Telegraph Company）を創業し、ハッテラス岬に海岸局（無線局）を建設して沖合いの船舶との無線電報の取扱いをはじめたのは1903年だった。ハッテラス岬海岸局は米国の大西洋岸に建設された海岸局（無線局）として最古のグループに属する。1906年11月、ユナイテッド・ワイアレス社が設立され、ハッテラス岬海岸局を含む米国ド・フォレスト無線会社の全資産を引き継いだ。
1909年8月11日、ニューヨークからフロリダ州のジャクソンビル (フロリダ州)に向かっていたクライド・ライン「アラパホ号(SS Arapahoe)」がハッテラス岬沖でプロペラシャフトを破損する事故を起こした。
アラパホ号にはユナイテッド・ワイアレス社の船舶無線局VBが開設されており、ただちに無線電信で救助を求めたところ、ユナイテッド・ワイアレス社ハッテラス岬海岸局HAおよびクライド・ライン「ヒューロン号(SS Huron)」に開設されたユナイテッド・ワイアレス社の船舶無線局VHと連絡がとれ、アラパホ号の全員が救助された。
世界初の遭難信号SOSはこのときアラパホ号VBがハッテラス岬沖にて発したものである。